# Тоннандер, Челль
Челль Уно Йёрген Тоннандер (швед. Kjell Uno Jörgen Tånnander; род. 25 июня 1927, Лонгарёд) — шведский легкоатлет, специалист по многоборьям. Выступал за сборную Швеции по лёгкой атлетике в конце 1940-х — начале 1950-х годов, бронзовый призёр чемпионата Европы, победитель первенств национального значения, участник двух летних Олимпийских игр.

## Биография
Челль Тоннандер родился 25 июня 1927 года в поселении Лонгарёд коммуны Хёрбю.
Занимался лёгкой атлетикой в спортивных клубах в Истаде и Мальмё.
Впервые заявил о себе на международном уровне в сезоне 1948 года, когда вошёл в состав шведской национальной сборной и благодаря череде удачных выступлений удостоился права защищать честь страны на летних Олимпийских играх в Лондоне — набрал в сумме всех дисциплин десятиборья 6325 очков, расположившись в итоговом протоколе соревнований на 15-й строке.
В 1949 году впервые стал чемпионом Швеции в десятиборье.
В 1950 году побывал на чемпионате Европы в Брюсселе, откуда привёз награду бронзового достоинства, выигранную в десятиборье — уступил здесь только представителю Франции Игнасу Хайнриху и Эдну Клаусену из Исландии.
В 1951 году вновь одержал победу на чемпионате Швеции в десятиборье.
Находясь в числе лидеров шведской легкоатлетической команды, благополучно прошёл отбор на Олимпийские игры 1952 года в Хельсинки — на сей раз с результатом в 6308 очков стал в десятиборье седьмым.
Помимо десятиборья, Тоннандер также в течение многих лет успешно выступал в прыжках в длину с места и прыжках в высоту с места, неоднократно становился победителем и призёром шведских национальных первенств в данных дисциплинах.
Его дочери Аннетт и Кристин тоже добились больших успехов в лёгкой атлетике.